# Amyris granulata
Amyris granulata är en vinruteväxtart som beskrevs av Ignatz Urban. Amyris granulata ingår i släktet Amyris och familjen vinruteväxter. Inga underarter finns listade i Catalogue of Life.